# Henri Padé
Henri Padé (Abbeville, 17 december 1863 - Aix-en-Provence, 9 juli 1953) was een Frans wiskundige. Hij is vooral bekend voor zijn ontwikkeling van een methode om analytische functies te benaderen door rationale functies: de naar hem genoemde Padé-benadering.

## Biografie
Padé studeerde aan de École normale supérieure in Parijs. Hij behaalde er zijn diploma in 1889. Hij zette daarna zijn studies voort in Leipzig en Göttingen bij Felix Klein en Hermann Amandus Schwarz. Hij vertaalde Kleins Erlanger Programm naar het Frans. In 1890 kwam hij terug naar Frankrijk en ging onderwijzen aan het lyceum in Lille. Ondertussen maakte hij zijn doctoraatsthesis onder leiding van Charles Hermite. In deze thesis werkte hij de methode uit die nu gekend is als de Padé-benadering, maar waarvan de fundamenten door Ferdinand Georg Frobenius werden gelegd. In Lille werkte hij samen met Auguste Boulanger, Émile Borel en Paul Painlevé op het gebied van wiskunde en mechanica.
In 1897 werd hij aangesteld als "maître de conférences" aan de wiskundefaculteit van de universiteit van Lille. In 1902 verliet hij Rijsel en werd hoogleraar in Poitiers en het jaar daarop in Bordeaux.
In 1906 won hij de Grand Prix van de Académie des sciences met zijn inzending over de convergentie van kettingbreuken als benadering van bepaalde functies.
In 1908 werd hij rector van de academie in Besançon; als 44-jarige was hij de jongste rector van Frankrijk. In 1917 werd hij rector van de academie van Dijon. Zijn laatste aanstelling was die van rector van de universiteit Aix-Marseille in 1923. In 1934 ging hij met pensioen.

## Publicaties (selectie)
- "Sur la représentation approchée d'une fonction par des fractions rationnelles" in Annales scientifiques de l'École Normale Supérieure, 3e série, tome 9 (182), blz. 3-93 (supplément) [doctoraatsthesis]
- Premières leçons d'algèbre élémentaire, nombres positifs et négatifs, opérations sur les polynomes, Parijs 1892
- "Mémoire sur les développements en fractions continues de la fonction exponentielle" in Annales scientifiques de l'École Normale Supérieure, 3e série, tome 16 (1899), blz. 395-426.
- Note sur un point de la théorie de la fonction exponentielle et des logarithmes, Parijs 1901
- "Recherches nouvelles sur la distribution des fractions approchées d'une fonction" in Annales scientifiques de l'École Normale Supérieure, Sér. 3, 19 (1902), blz. 153-189
- "Recherches sur la convergence des développements en fractions continues d'une certaine catégorie de fonctions" in Annales scientifiques de l'École Normale Supérieure, Sér. 3, 24 (1907), blz. 341-400